# پرسنگبو گوتسدورف
پرزنبُیگ گوتسدورف (به آلمانی: Persenbeug-Gottsdorf) یک منطقهٔ مسکونی در اتریش است که در ناحیه ملک واقع شده‌است. پرزنبُیگ گوتسدورف ۲٬۱۱۸ نفر جمعیت دارد.